# Emma Vargas de Benavides
Emma Paulina Vargas Gálvez de Benavides (Huancavelica, 1 de febrero de 1943) es una docente y política peruana. Fue congresista de la república durante el periodo 2001-2006 y alcaldesa de la provincia de Huancavelica en 2 ocasiones.

## Biografía
Nació en la ciudad de Huancavelica, el 1 de febrero del año 1943.
Cursó sus estudios primarios en el Centro Educativo N.º 36001 de Huancavelica y los secundarios los realizó en el Colegio Nacional de Mujeres “Francisca Diez Canseco de Castilla”. Ingresó a la Universidad Nacional del Centro del Perú, en la ciudad de Huancayo, donde estudió la carrera de educación y terminó graduándose como profesora. Luego emigró hacia la ciudad de Lima e hizo estudios de postgrado en educación en la Universidad de Lima y en la Universidad Nacional Mayor de San Marcos.
Es madre de la exfiscal de la nación, Patricia Benavides.

## Carrera política
Emma Vargas inicia su trayectoria política como militante del Partido Popular Cristiano de Luis Bedoya Reyes y fue co-fundadora en la sede del departamento de Huancavelica, ejerciendo los cargos de secretaria de la Mujer y el Niño, secretaria de Política y vicepresidenta del PPC.

### Alcaldesa de Huancavelica
En el año 1976, Emma Vargas ejerce su primer cargo político a ser elegida como alcaldesa de la provincia de Huancavelica durante el gobierno militar presidido por Juan Velasco Alvarado y luego por Francisco Morales Bermúdez.
Permaneció en el cargo hasta 1978. Luego fue elegida en elecciones democráticas como alcaldesa de Huancavelica por el Partido Popular Cristiano para el periodo 1990-1992 y reelegida en el cargo para el periodo 1993-1996.
Durante sus gestiones como alcaldesa, se realizaron obras importantes como el Coso de Toros de San Cristóbal, remodelaciones de plazas y avenidas y el Coliseo de Pampa Amarilla.

### Congresista de la República
En las elecciones generales del año 2000, Emma Vargas es invitada por el partido Solidaridad Nacional de Luis Castañeda Lossio como candidata al Congreso de la República tras la pérdida de inscripción del Partido Popular Cristiano. Culminando las elecciones, Vargas no resultó elegida tras solo obtener 3,834.
En el año 2001, vuelve a afiliarse al Partido Popular Cristiano y postula nuevamente al Congreso de la República por la lista electoral de Huancavelica de la alianza Unidad Nacional de Lourdes Flores. Finalmente, Emma Vargas es elegida como congresista de la república, obteniendo 7,617 votos, para el periodo parlamentario 2001-2006.
Durante su gestión como congresista, integró la comisión investigadora de la influencia irregular ejercida durante el gobierno de Alberto Fujimori (1990-2000) sobre el Poder Judicial, Ministerio Público y otros poderes e instituciones del Estado vinculados a la administración de justicia. Fue también miembro de la comisión de educación, de la comisión de descentralización y de la subcomisión de acusaciones constitucionales.
Al culminar su gestión, Vargas intentó ser reelegida en el cargo en las elecciones del año 2006, sin embargo, no logró resultar reelegida tras su fuerte rechazo hacia su candidatura en su natal región.
En las elecciones del 2016, reapareció en el ámbito político como miembro del partido Orden de Ántero Flores-Aráoz y postuló al Parlamento Andino donde no logró tener éxito.

## Controversias
En abril de 1996, el juez César Huaroto dictó una orden de captura contra Emma Vargas junto a sus regidores municipales por los delitos de concusión y peculado tras malos manejos en el Municipio de Huancavelica descubiertos por la Contraloría General de la República. Sin embargo, Vargas terminó por fugarse tras ser alertada por su hija y entonces fiscal de Huancavelica, Patricia Benavides Vargas.
Otros cuestionamientos es acerca de sus hijas debido a que están involucradas en diversos actos de corrupción.